# The Jigsaw Man
The Jigsaw Man is een Britse thriller uit 1984 onder regie van Terence Young.

## Verhaal
Philip Kimberley was eens de directeur van de Britse inlichtingendienst, maar hij is overgelopen naar de Sovjet-Unie. Hij ondergaat plastische chirurgie en wordt door de KGB teruggestuurd naar Groot-Brittannië om belangrijke documenten buit te maken. Hij gebruikt ze vervolgens om de Russische en de Britse geheime dienst tegen elkaar uit te spelen.

## Rolverdeling
| Acteur            | Personage                                |
| ----------------- | ---------------------------------------- |
| Michael Caine     | Philip Kimberley / Sergei Kuzminsky      |
| Laurence Olivier  | Admiraal Gerald Scaith                   |
| Susan George      | Penelope Kimberley / Annabelle Kimberley |
| Robert Powell     | Jamie Fraser                             |
| Charles Gray      | James Charley                            |
| Morteza Kazerouni | Boris Medvachian                         |
| Michael Medwin    | Milroy                                   |
| Eric Sevareid     | Zichzelf                                 |
| Sabine Sun        | Dokter Zilenka                           |
| David Kelly       | Cameron                                  |
| Patrick Dawson    | Ginger                                   |
| Vladek Sheybal    | Generaal Zorin                           |
| Peter Burton      | Douglas Ransom                           |
| Maggie Rennie     | Mevrouw Ransom                           |
| Richard Aylen     | Oudere Kimberley                         |